# Sky Giant

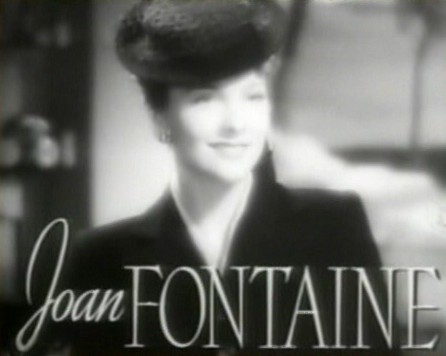
Joan Fontaine, aqui no trailer de The Women, foi dispensada pela RKO após terminar Sky Giant, porque ninguém no estúdio acreditava no potencial dela. Ela, contudo, faria uma sólida carreira a partir da década seguinte, tendo ganhado um Oscar e vários outros prêmios.

Sky Giant (Brasil: Dominando os Ares / Portugal: Gigantes do Céu) é um filme estadunidense de 1938, do gênero drama de ação e aventuras, dirigido por Lew Landers e estrelado por Richard Dix e Chester Morris. Aventura nos ares inspirada pelo sucesso da MGM Test Pilot, o filme é também uma comovente homenagem àqueles que tornaram as vias aéreas seguras.
Destacam-se na produção as belas cenas aéreas e os efeitos especiais.

## Sinopse
O Coronel Stockton treina pilotos para voos em aviões de carga, tendo como assistente o capitão Stag Cahill. Stag e Ken, filho de Stockton e também piloto, cortejam a jovem Meg, prima de Fergie, que também faz parte da equipe. As coisas pioram quando Stag, Ken e Fergie, à procura de nova rota para o Oriente, caem numa região remota do Ártico. Stockton, então, procura um meio de salvá-los.

## Elenco
| Ator/Atriz     | Personagem                 |
| -------------- | -------------------------- |
| Richard Dix    | Stag Cahill                |
| Chester Morris | Ken Stockton               |
| Joan Fontaine  | Meg Lawrence               |
| Harry Carey    | Coronel Cornelius Stockton |
| Paul Guilfoyle | Fergie Ferguson            |
| Robert Strange | Joe R. Weldon              |
| Vicki Lester   | Edna, a secretária         |
| James Bush     | Cadete Thompson            |
| Edward Marr    | Cadete Austin              |